# Thích Quảng Đức
Thích Quảng Đức (chu nho: 釋廣德), rođen Lâm Văn Tức (Hoi Khanh, provincija Khanh Hoa, 1897. - Sajgon, bivši Južni Vijetnam, 11. lipnja 1963.), bio je vijetnamski budist i mahayana monah koji se samozapalio u Sajgonu kao protest protiv politike predsjednika Ngo Dinh Diema, koji je ugnjetavao budizam.
Fotografija Thích Quảng Đứca kako se samozapaljuje do smrti na raskrižju Phan Dinh Phung Boulevard i Le Van Duyet Street vrlo brzo je obišla svijet koji je stavio u fokus Diemovu politiku. Malcolm Browne je dobio Pulitzerovu nagradu za svoju fotografiju koja prikazuje samozapaljivanje kao i David Halberstam za reportažu o ovom događaju.
Poslije Thích Quảng Đứcove smrti njegovo tijelo je još jednom kremirano, ali njegovo srce je ostalo nedirnuto. To se objašnjavalo kao simobolom za svetost i dovelo je do toga da su ga budisti doživljavali kao jednog bodisatvu, što je pojačalo efekte njegove smrti u narodu.
Thích Quảng Đứcsov čin je utjecao da dođe do internacionalnog pritiska na Diệma, koji je primoran započeti reforme s namjerom da umiri budiste.
Obećane reforme su se međutim provodile sporo, ili nikako, što dovodi do protesta. Kako su se protesti nastavljali, započinju racije
u budističkoj pogodi s namjerom zaplijenjivanja svetog srca. Specijalnim postrojbama u ovoj akciji zapovjedao je Diệmov brat, Ngô Ðình Nhu, u kojima je bio veći broj žrtava i velika materijalna šteta. Nekoliko budističkih monaha slijedilo je primjer Thích Quảng Đứcsa i samozapalili su se do smrti. Na kraju je Diệm smijenjen i ubijen u vojnom udaru u studenom 1963. godine Thích Quảng Đứcsov čin se općenito smatra prektretnicom u budističkoj krizi u Vijetnamu koji je utjecao na promjenu vlade.

## Vanjske poveznice
- Službena stranica  Arhivirana inačica izvorne stranice od 18. listopada 2007. (Wayback Machine)